# Јоргос Сидерис
Јоргос Сидерис (грч. Γιώργος Σιδέρης; Пиреј, 5. април 1938 -) био је грчки фудбалер. Играо је на позицији нападача. Већину каријере је наступао за Олимпијакос.
За репрезентацију Грчке је играо 28 утакмица и постигао 14 голова.